# Dessa fantastiska män i sina flygande maskiner

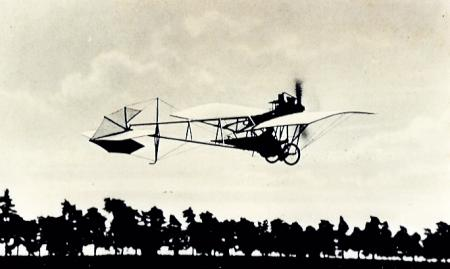
Den franska piloten Pierre Dubois med en Santos-Dumont Demoiselle

Dessa fantastiska män i sina flygande maskiner (engelska: Those Magnificent Men in Their Flying Machines) är en brittisk film från 1965, regisserad av Ken Annakin. Filmen hade svensk biopremiär den 26 augusti 1965.

## Handling
Det är 1910, och en engelsk dagstidning utlyser en flygtävling: den som snabbast kan korsa Engelska kanalen vinner ett pris. Tävlingen lockar en mängd piloter från hela världen, men även en mängd vackra kvinnor.

## Rollista
- Sarah Miles – Patricia Rawnsley
- Stuart Whitman – Orvil Newton
- James Fox – Richard Mays
- Alberto Sordi – Emilio Ponticelli
- Robert Morley – Lord Rawnsley
- Gert Fröbe – överste von Holstein
- Jean-Pierre Cassel – Pierre Dubois
- Irina Demick – Brigitte / Ingrid / Marlene / Françoise / Yvette / Betty
- Eric Sykes – Courtney
- Terry-Thomas – Sir Percy Ware-Armitage
- Benny Hill – brandchef Perkins
- Yujiro Ishihara – Yamamoto
- Flora Robson – föreståndarinnan
- Karl Michael Vogler – kapten Rumplestrosse
- Sam Wanamaker – George Gruber
- Harry Hancock Harry – Popperwell
- Norman Rossington – brandchefens assistent
- William Rushton – Gascoyne Tremayne
- Davy Kaye Jean – Dubois' mekaniker
- Jeremy Lloyd – Parsons från R.N.
- Gordon Jackson – Mcdougal
- Zena Marshall – Sophia Ponticelli
- Fred Emney – den gamle översten
- Red Skelton – neandertalmänniskan
- Eric Barker – franske brevbäraren
- Gerald Champion – brandsoldat
- Graham Stark – brandsoldat
- Robin Chapman – Claude
- Maurice Denham – trålskepparen
- John Le Mesurier – franske målaren
- Ferdy Mayne – franske tjänstemannen
- Bill Nagy – amerikanske journalisten
- Eric Pohlmann – italienske borgmästaren
- Ronnie Stevens – R.A.C. tjänstemannen
- Jimmy Thompson – fotografen
- Michael Trubshawe – Lord Rawnsleys vän
- Millicent Martin – flygvärdinnan